# Elham Youssefian
Elham Youssefian   (Iran) és una advocada iraniana-nord-americana dedicada a l'assessorament en clima i discapacitat. Com a advocada pels drets humans cega defensa la inclusió de les persones amb discapacitat a l'hora d'abordar el canvi climàtic, especialment en relació amb la resposta d'emergència als incidents climàtics.
Va néixer a l'Iran, on es va criar. El 2016 va emigrar als Estats Units.
Té un paper fonamental a l'Aliança Internacional per a Discapacitats (IDA), una xarxa global de més de 1.100 organitzacions que representen persones amb discapacitat, on és asesora d'Acció i Reducció de Riscos de Desastres, dirigint i coordinant la implementació de l'estratègia per promoure i donar suport a accions humanitàries inclusives i de reducció de riscs de desastres. La seva missió és educar els qui prenen decisions sobre les seves obligacions quan es tracta de l'impacte del canvi climàtic en les persones amb discapacitat.
Té un doctorat en Dret Internacional per la Universitat Shahid Beheshti de Teheran (Iran), així com un màster en Dret dels Drets Humans per la London School of Economics and Political Science. També té experiència en protecció i drets humans, centrada en temes relacionats amb el tràfic de persones, els refugiats, la violència domèstica i la discriminació de les persones amb discapacitat.
El 2023, va ser inclosa en la llista de les 100 dones més influents de l'any per la BBC.